# Philippe Moser
Philippe Moser (* 16. September 1934 in Alle JU, damals Kanton Bern; † 2006) war ein französischsprachiger Schweizer Schriftsteller. Sein literarisches Werk besteht aus Gedichtbänden und szenischen Texten. Im Hauptberuf war Moser Lehrer und Schulleiter.

## Auszeichnungen
- 1971: Prix des poètes suisses de langue française

## Werke

### Lyrik
- Audax-dolenti, 1960
- Ebats camaïeux, 1969
- Calel. 42 sonnets sur le thème de «La lumière», 1971
- Némorin des Loutres, 1985
- Ciels mêlés. 366 poèmes pour une année entière, 1987
- Noël. Un ciel tout neuf, 1989
- En tissant les chemins de l’année. Poèmes de saisons, de fêtes et de joie, 1998
- Le lac oublié. Vingt-six poèmes sur des oeuvres de Zoltán Kemény (1907–1965), 2003
- Tangram, 2007

### Drama
- Mémorin des loutres, 1985
- Les couleurs du temps, 1987
- Cantatine pour l’UNICEF, 1989
- Cinq chansons de Noël, 1989
- L’enfant roi, 1989
- Les chemins de l’eau, 1991
- Entre nimbus et cumulus, 1991
- Pestalozzi-Opéra, 1991
- Le premier voyage de Christophe Colomb, 1992
- Tour de ville, 1994
- Oratorio pour la paix, 1995
- Léonard, 2002